# Propimelodus
Propimelodus – rodzaj słodkowodnych ryb sumokształtnych z rodziny mandiowatych (Pimelodidae).

## Zasięg występowania
Ameryka Południowa: Brazylia, Peru i Gujana Francuska.

## Taksonomia
John G. Lundberg i Béatrice M. Parisi utworzyli rodzaj Propimelodus w 2002, przenosząc do niego Pimelodus eigenmanni. Kolejne gatunki opisano naukowo w 2006 i 2007.

## Cechy charakterystyczne
Za cechę diagnostyczną autorzy przyjęli przerośnięte kości skrzydłową i podniebienną.

## Klasyfikacja
Współcześnie żyjące gatunki zaliczane do tego rodzaju:
- Propimelodus araguayae
- Propimelodus caesius
- Propimelodus eigenmanni

Gatunkiem typowym jest Pimelodus eigenmanni (=Propimelodus eigenmanni).